# Quilo por Quilo (Reality TV)
Quilo por Quilo (título brasileiro) e Extreme Weight Loss (título original) é um programa de televisão da ABC em que os indivíduos se voluntariar para receber treinamento e estilo de vida muda de treinador Chris Powell. O show é um pouco baseado no conceito original do Extreme Makeover, em que os indivíduos recebem reformas de mudança de vida. A exceção é que esse show se concentra principalmente sobre os participantes a perder grandes quantidades de peso ao longo de um ano e receber a cirurgia plástica para remover o excesso de pele de suas transformações. No Brasil a série é emitida no canal Discovery Home & Health.

## História
ABC anunciou que tinha encomendado seis episódios da série em 22 de outubro de 2009, sob o título obesos. Em 20 de setembro de 2010, Chris Powell foi anunciado como o treinador para o show, renomeado de Extreme Makeover para Extreme Weight Loss. ABC também anunciou que uma segunda temporada tinha sido encomendada, em função da duração do tempo de filmagem (um ano).
A série estreou oficialmente em 30 de maio de 2011 e foi o lançamento de verão top para uma estreia de série da ABC desde agosto de 2009. A segunda temporada estreou em 3 de junho de 2012. A terceira temporada, agora renomeada Extreme Weight Loss, estreou em 28 de maio de 2013.

## Episódios

### 1ª Temporada (2011)
| No. de série | No. da temporada | Pessoa   | Cidade, Estado          | Data original       |
| ------------ | ---------------- | -------- | ----------------------- | ------------------- |
| 1            | 1                | Rachel   | Jenkinsburg, Georgia    | 30 de maio de 2011  |
| 2            | 2                | Alex     | Duluth, Georgia         | 6 de junho de 2011  |
| 3            | 3                | Dana     | Franklin, Tennessee     | 13 de junho de 2011 |
| 4            | 4                | James    | Austin, Texas           | 20 de junho de 2011 |
| 5            | 5                | LaRhonda | Oklahoma City, Oklahoma | 27 de junho de 2011 |
| 6            | 6                | Wally    | Chicago, Illinois       | 11 de julho de 2011 |
| 7            | 7                | Staci    | Haslet, Texas           | 18 de julho de 2011 |
| 8            | 8                | Krista   | Riverside, California   | 25 de julho de 2011 |

### 2ª Temporada (2012)
| No. de série | No. da temporada | Pessoa   | Cidade, Estado               | Data original        |
| ------------ | ---------------- | -------- | ---------------------------- | -------------------- |
| 9            | 1                | Tony     | Woodland Hills, California   | 3 de junho de 2012   |
| 10           | 2                | Jacqui   | West Palm Beach, Flórida     | 10 de junho de 2012  |
| 11           | 3                | Mike     | Tarpon Springs, Florida      | 1 de julho de 2012   |
| 12           | 4                | Ashley   | Rancho Cucamonga, California | 8 de julho de 2012   |
| 13           | 5                | Nyla     | Houston, Texas               | 15 de julho de 2012  |
| 14           | 6                | Jonathan | Port Orchard, Washington     | 5 de agosto de 2012  |
| 15           | 7                | Sally    | Washington, D.C.             | 12 de agosto de 2012 |
| 16           | 8                | Jarvez   | Portland, Oregon             | 19 de agosto de 2012 |

### 3ª Temporada (2013)
| No. de série | No. da temporada | Pessoa            | Cidade, Estado             | Data original         |
| ------------ | ---------------- | ----------------- | -------------------------- | --------------------- |
| 17           | 1                | David and Rebecca | North Prairie, Wisconsin   | 28 de maio de 2013    |
| 18           | 2                | Meredith          | Rochester, New York        | 4 de junho de 2013    |
| 19           | 3                | Ryan              | Appleton, Wisconsin        | 25 de junho de 2013   |
| 20           | 4                | Jason and Rachel  | South Lyon, Michigan       | 2 de julho de 2013    |
| 21           | 5                | Jami              | Philadelphia, Pennsylvania | 9 de julho de 2013    |
| 22           | 6                | Mehrbod           | Los Angeles, California    | 16 de julho de 2013   |
| 23           | 7                | Trina             | Grosse Ile, Michigan       | 23 de julho de 2013   |
| 24           | 8                | Chantell          | Chicago, Illinois          | 30 de julho de 2013   |
| 25           | 9                | Alyssa            | Kalamazoo, Michigan        | 6 de agosto de 2013   |
| 26           | 10               | Mike              | Voorhees, New Jersey       | 13 de agosto de 2013  |
| 27           | 11               | Ashley            | Bakersfield, Califórnia    | 20 de agosto de 2013  |
| 28           | 12               | Cassandra         | Quartz Hill, California    | 27 de agosto de 2013  |
| 29           | 13               | Bob               | Waukesha, Wisconsin        | 3 de setembro de 2013 |

### 4ª Temporada (2014)
| No. de série | No. da temporada | Pessoa            | Cidade, Estado                               | Data original        |
| ------------ | ---------------- | ----------------- | -------------------------------------------- | -------------------- |
| 30           | 1                | Ty and Charita    | Oklahoma City, Oklahoma and Denver, Colorado | 27 de maio de 2014   |
| 31           | 2                | Kathie and Josh   | Charlotte, North Carolina                    | 3 de junho de 2014   |
| 32           | 3                | Jayce             | Nashville, Tennessee                         | 17 de junho de 2014  |
| 33           | 4                | Bruce             | Salt Lake City, Utah                         | 24 de junho de 2014  |
| 34           | 5                | Melissa           | Shadyside, Ohio                              | 1 de julho de 2014   |
| 35           | 6                | David             | St. Louis, Missouri                          | 8 de julho de 2014   |
| 36           | 7                | Brandi            | Atlanta, Georgia                             | 15 de julho de 2014  |
| 37           | 8                | Georgeanna        | Tulsa, Oklahoma                              | 22 de julho de 2014  |
| 38           | 9                | Cassie            | Milwaukee, Wisconsin                         | 29 de julho de 2014  |
| 39           | 10               | Sara              | Owensboro, Kentucky                          | 12 de agosto de 2014 |
| 40           | 11               | Kenny and Christy |                                              | 19 de agosto de 2014 |